# Grenadier (militaire)
Pour les articles homonymes, voir Grenadier.

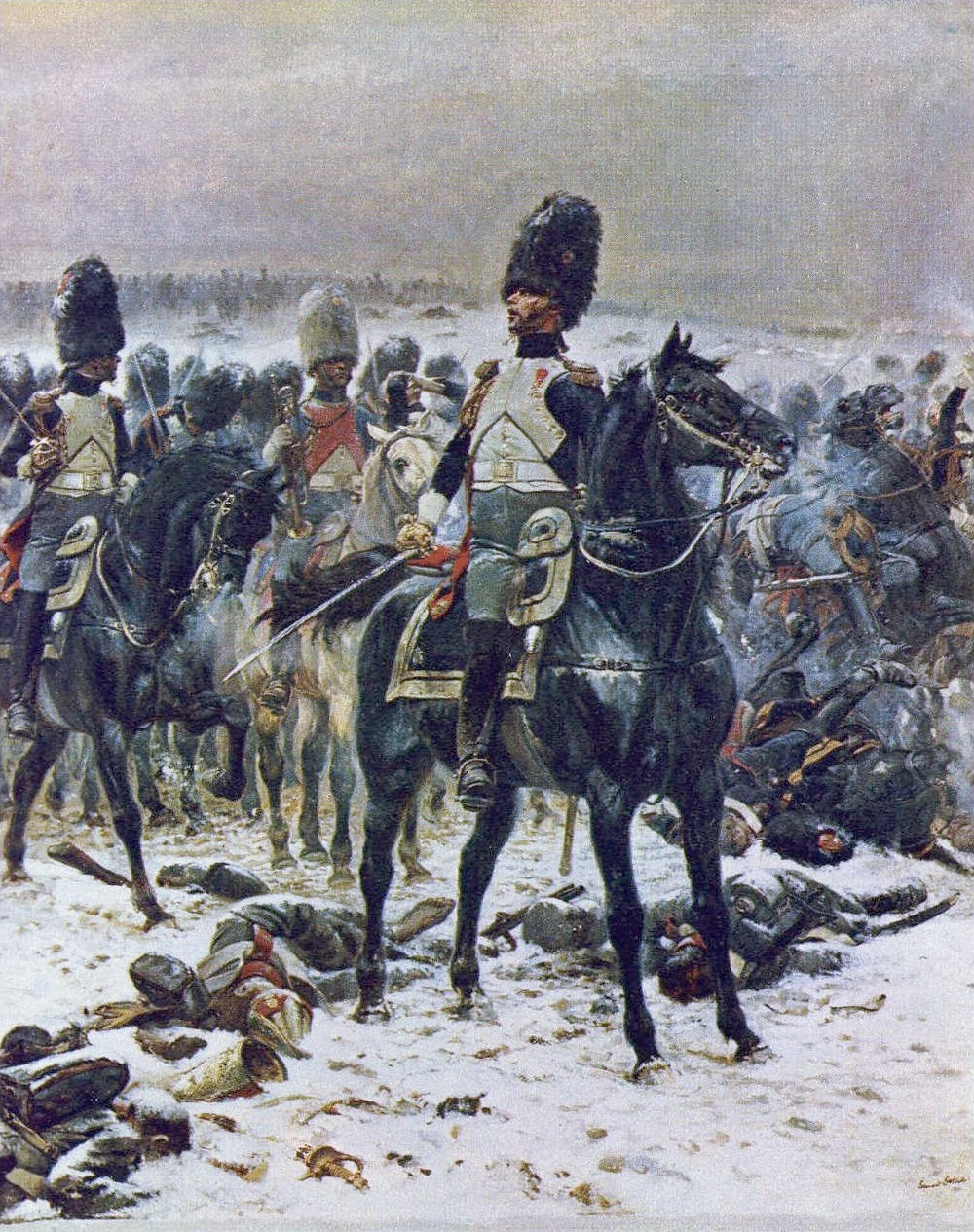
Grenadier à cheval de la garde impériale à Eylau. Tableau d'Édouard Detaille représentant le Général Comte Lepic.

Les grenadiers sont des soldats se distinguant par l’utilisation de la grenade. Ils forment des unités spécialisées dans l’assaut pendant la guerre de siège à partir du XVIIe siècle, créant le choc et exploitant les brèches. Par la suite, ils forment des unités d’élite, qui conservent le nom de grenadier, même si ces unités ne font qu’un usage secondaire des grenades, ou même ne s’en servent plus (comme pendant les guerres de la Révolution française).

## Historique

### Apparition auXVIIesiècle

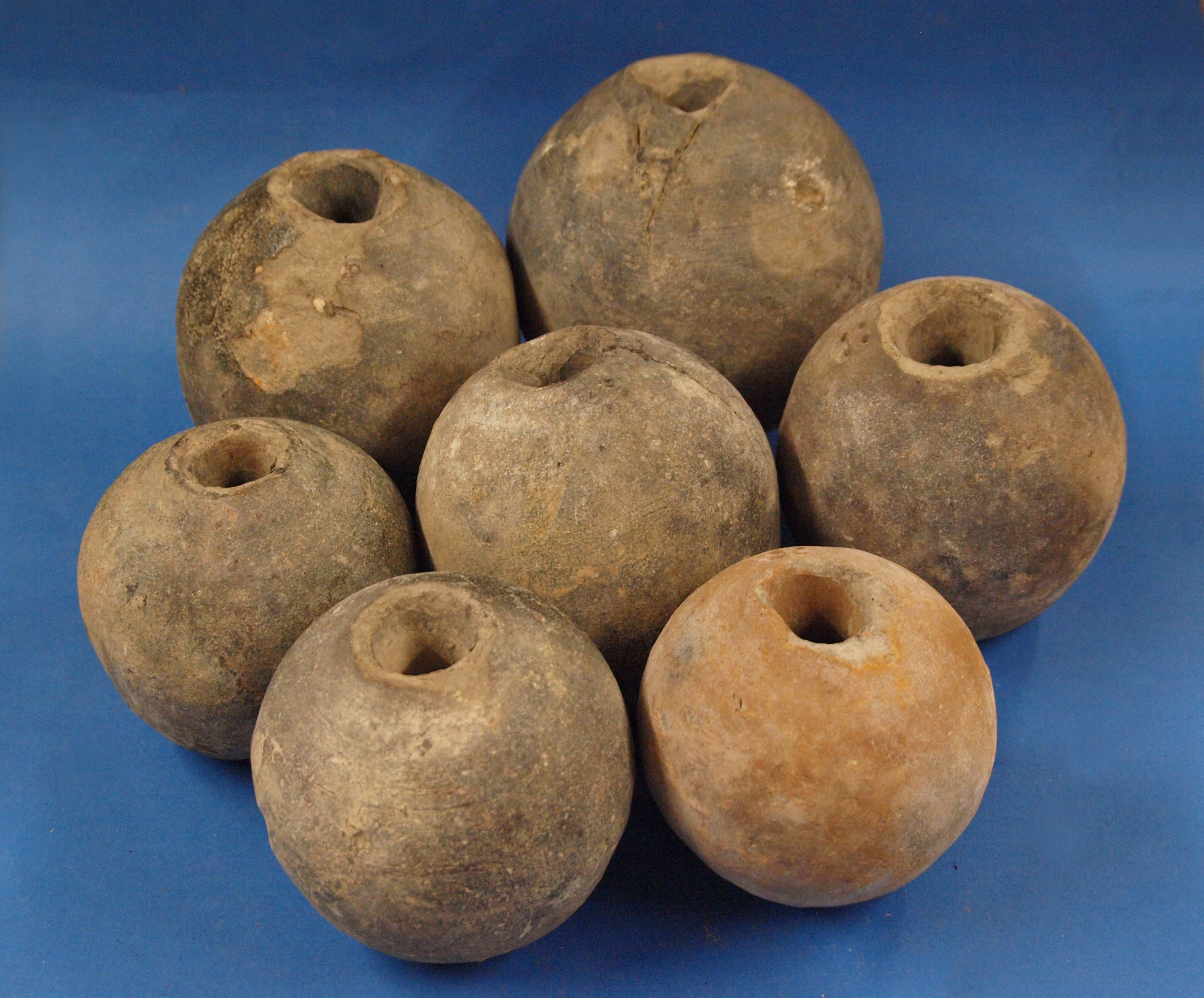
Grenades en terre cuite retrouvées en 1983 dans les anciens fossés d'Ingolstadt.

Les premiers soldats spécialisés dans l’utilisation de la grenade apparaissent en Autriche et en Espagne, puis en Angleterre durant la Première Révolution anglaise. En France, le grenadier devient officiellement un soldat à part à la fin du XVIIe siècle : une compagnie de grenadiers est formée en 1667 dans le régiment du Roi.
Les premières grenades étaient de simples sphères remplies de poudre munie d'une mèche pour déclencher la mise à feu.
- Les grenadiers devaient être grands et forts afin de pouvoir lancer assez loin les grenades, sans risque d'être blessés, eux-mêmes ou leurs camarades, par l'explosion de leurs projectiles.
- Ils devaient également être fort disciplinés pour rester, sans fuir sous le feu de l’ennemi jusqu’au moment opportun d’allumer les mèches, encore attendre que la mèche soit assez entamée avant de lancer la grenade afin que l’ennemi n'ait pas le temps de la relancer. Pour toutes ces raisons (discipline et force physique), les grenadiers ont tout de suite été considérés comme des soldats d’élite.

Les chapeaux à larges bords que portaient les soldats au XVIIe siècle ont été remplacés par des bonnets, ce qui permettait au grenadier de rejeter plus facilement son mousquet en arrière lorsqu’il lançait une grenade. D’ailleurs, les grenadiers ont été les premiers soldats à être équipés d’un couvre-chef muni d’une bride. Vers 1700, de nombreux régiments de grenadiers avaient adopté un chapeau ou un bonnet très haut, orné des insignes de l’unité. L’uniforme incluait également un tube étanche à la ceinture pour conserver les allumettes au sec, dispositif qui a été retenu depuis dans plusieurs uniformes de grenadiers.

### Transformation en unités d’élite

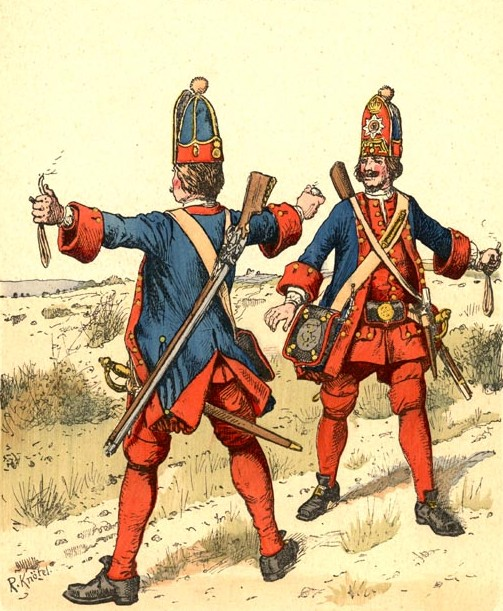
Lancer de la grenade. Cette arme exigeant un bras de levier important pour être efficace, les grenadiers étaient recrutés parmi les fantassins de grande taille.

Au XVIIIe siècle, l’utilisation de grenades diminue significativement, probablement à cause de l’amélioration de la tactique de combat de l’infanterie en ligne, et de la technique de feu roulant. Le besoin de troupes d’assaut a probablement seul justifié le maintien d’unités de grenadiers.
Diverses unités d’élite ont dès lors été nommées grenadiers, comme les Grenadiers de Potsdam, la garde impériale de Napoléon, le Régiment des Grenadiers de la Garde de la garde impériale russe, les Granatieri di Sardegna en Italie, le 101e régiment de grenadiers, unité de l’armée des Indes du Royaume-Uni, la plus ancienne unité de grenadiers de l’Empire britannique, les Grenadier Guards anglais.
Pendant la guerre d’indépendance américaine, la 1re compagnie de gardes à pied du gouverneur du Connecticut était formée de grenadiers, et le 11e régiment du Connecticut Milita possédait également une unité de grenadiers.
Durant les guerres napoléoniennes, tous les régiments d’infanterie comportaient une compagnie d’élite, la compagnie de grenadiers. On forma également des unités de grenadiers à cheval.

### Sous leIIIeReich
Afin de remonter le moral des soldats d'infanterie allemands, Hitler décide en 1942 de les rebaptiser Grenadiers.
L'ordre 'OKH/GenStdH/org.Abt.(III)/Nr. 9582/42geh.' du 15/10/1942 stipule : "Tous les régiments d'infanterie (à l'exclusion des régiments de Jâger et de Gebirgsjäger) sont redésignés Grenadier-Regimenter avec effet immédiat. Les régiments qui perpétuent la tradition de Füsilier ou de Schützen de la vieille armée peuvent solliciter l'autorisation d'être renommés Füsilier-Regimenter".

#### LesPanzergrenadier(Panzer-Division)
Les Panzergrenadier-regimenter sont des régiments d'infanterie portée qui accompagnent les formations blindées de la Wehrmacht et de la Waffen-SS et sécurisent le terrain autour d'elles.
Les deux régiment d'infanterie portée dont sont dotées les Panzer-Division, initialement baptisés Schützen-Regimenter, sont renommés Panzergrenadier-Regimenter par ordre du 5 juillet 1942.

## Depuis la seconde guerre mondiale
De nos jours, les régiments de grenadiers sont strictement similaires aux autres unités d’infanterie, les grenades à main, roquettes et autres explosifs étant devenus des armements standards. Toutefois, ces régiments gardent une tradition d’unité d’élite. Le terme grenadier peut aussi désigner des soldats utilisant des lance-grenades, spécialement ceux montés sur des fusils. En Suisse, les grenadiers forment une troupe d’élite (voir plus bas). On parle aussi de « grenadiers-voltigeurs »[réf. nécessaire].

### EnFrance

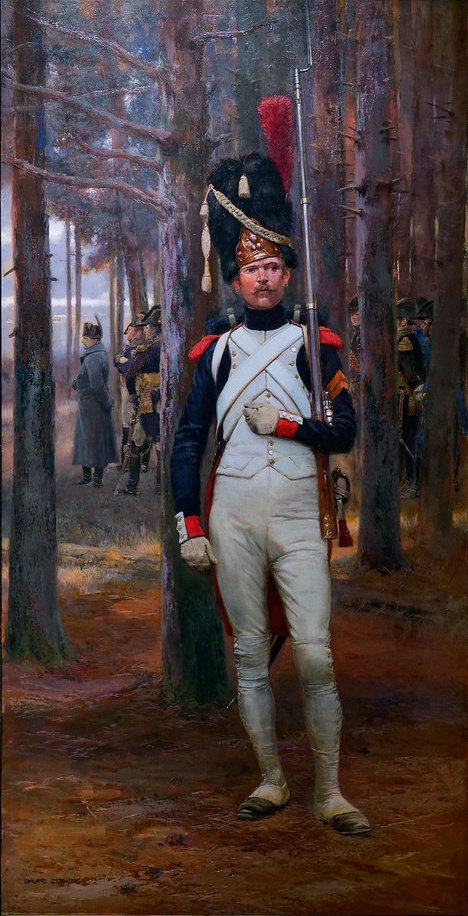
Grenadier en grande tenue de la Vieille Garde par Édouard Detaille : habit bleu à revers rouges, échancré sur le bas de la poitrine, la veste de bazin blanc, la culotte à boucles d'argent et les guêtres blanches, le bonnet à poil (appelé « ourson ») orné d'un plumet rouge et d'une plaque en laiton, décorée d'une aigle impériale et d'une grenade.

Pendant la Révolution française et le Premier Empire, les grenadiers formaient des compagnies d'élite au sein des régiments d'infanterie de ligne, à raison d'une par bataillon. La mutation dans une compagnie de grenadiers était une récompense et la solde et l'équipement y étaient supérieurs, les grenadiers continuant à porter des sabres, alors que les fusiliers devaient se contenter de la baïonnette.
De grandes unités d'élite furent aussi formées, comme la division de grenadiers d'Oudinot surnommée la colonne infernale, par l'amalgame de compagnies de plusieurs régiments et des régiments de grenadiers de la Garde impériale par sélection des meilleurs soldats.
En France, l'infanterie arbore un insigne constitué d'une grenade à 7 flammes (entourée de deux fusils s'entrecroisant sur l'insigne béret, et uniquement cette dernière sur les autres insignes) mais qui n'est pas représentative des troupes d'élite. La grenade des troupes d'élite comporte, elle également, 7 flammes. Quatre armes portent cette grenade à 7 flammes : la légion étrangère, la gendarmerie nationale, l'infanterie et la douane (devenue depuis une administration civile, la grenade est incluse dans un cor de chasse).

### EnSuisse
Le corps des grenadiers suisses a été créé durant la Seconde Guerre mondiale, en mars 1943, sur ordre du général Guisan. L'objectif de la constitution de cette troupe d'élite, une compagnie par bataillon, vise le harcèlement des troupes ennemies et de leurs blindés, principalement dans les Alpes, intégré dans le développement du réduit national.
Ces soldats ont d'emblée reçu une formation plus poussée et plus rigoureuse que les fantassins. À l'origine, on voulait disposer d'un élément de choc tant pour la défense que pour l'attaque. De nombreux principes appliqués dans l'instruction des années 1950 sont toujours valables, mais sous une forme adaptée aux exigences actuelles.
L'entrée dans un corps de grenadiers se fait sur une base volontaire et nécessite une très bonne condition physique.
Actuellement[Quand ?] trois troupes portent le nom de grenadier.

#### Les grenadiers des Forces Spéciales
Ceux-ci suivent leur école de recrues à Isone, au Tessin, une formation diversifiée portant sur l'attaque, la défense, l'infiltration, la guerre de chasse ainsi que le franchissement des obstacles que sont les cours d'eau, les gorges ou les passages alpins. En outre, une grande importance est vouée depuis le début de l'instruction au combat de localité, maison par maison.

#### Les grenadiers de chars
Les grenadiers de chars sont des unités militaires incorporées dans des troupes blindées de l'armée suisse. Les missions qui leur sont attribuées comprennent l'exploration armée, la défense des blindés, le nettoyage de poches de résistance, la fixation ou cassure d'un front, l'infiltration/exfiltration et les combats urbains. Un accent particulier lors de l'entraînement est mis sur la lutte antichar, le combat de localité et le combat à mains nues et avec armes tranchantes.

#### Les grenadiers de lapolice militaire
Ils ont pour tâche la sécurité militaire et l'appui aux autorités civiles pour la gestion de l'ordre public. Leur formation en école de recrues a lieu à Sion. Leur formation est similaire à celle de la police civile (arrestation, fouille de personnes et de bâtiments, contrôle d'accès) avec une spécialisation dans les interventions spéciales (barrages routiers, prise d'otages). À la différence des autres troupes de grenadiers, les grenadiers de la police militaire sont appelés pour des missions hors cadre de la guerre.
Le symbole du corps des grenadiers est une grenade à cinq flammes, signe d'appartenance à l'élite de l'armée désignant également la fonction. La couleur de troupe du béret et des insignes est  beige pour les grenadiers (Isone), béret noir et insignes jaunes pour les grenadiers de chars, béret et insignes gris-bleu pour les grenadiers de police militaire.